# Loïc Desriac
Loïc Desriac, né le 21 juillet 1989 à Villeneuve-Saint-Georges, est un coureur cycliste français. Professionnel entre 2011 et 2013 au sein de la formation Roubaix Lille Métropole, il a aussi porté les couleurs des équipes continentales japonaise Kinan en 2015 et singapourienne Singha Infinite en 2016. Son palmarès comprend notamment une victoire d'étape au Tour du Maroc et treize sélections en équipe de France Espoirs sur route.

## Biographie
Né à Villeneuve-Saint-Georges (Val-de-Marne), Loïc Desriac est le fils d'Hervé Desriac, cycliste amateur de haut niveau dans les années 1970 et 1980. Il fait ses débuts en cyclisme dans plusieurs clubs de sa région comme l'Astarac V.T.T, le Revel Sprinteur Club, ou l'Albi Vélo Sport. Dans les catégories de jeunes, il se distingue notamment durant l'année 2007 en remportant La Bernaudeau Junior et le Trophée Centre Morbihan. Cette même année, il est sélectionné à plusieurs reprises en équipe de France juniors, notamment pour les mondiaux juniors à Aguascalientes, où il prend la 23e place. 
En 2008, il décide de rejoindre l'Albi Vélo Sport, pour son passage chez les espoirs (moins de 23 ans). Au mois d'octobre, il obtient une victoire sur Paris-Connerré.
Il connait ses premières sélections en équipe de France espoirs en 2009. Au mois de mai, il gagne la dernière étape du Loire-Atlantique espoirs, course nationale réputée pour les cyclistes français de moins de 23 ans. Peu de temps après, il se distingue au Canada en remportant la première étape de la Coupe des nations Ville Saguenay, manche de la Coupe des Nations espoirs. Il rejoint ensuite l'AG2R La Mondiale en tant que stagiaire et dispute notamment le Tour du Poitou-Charentes, où il se classe quatrième de la première étape. Entre-temps, il participe au Tour de l'Avenir, où il tient un rôle d'équipier pour le leader de l'équipe de France Romain Sicard, vainqueur de l'épreuve. En fin de saison, il prend la neuvième place de Paris-Tours espoirs. 
En 2010, le coureur donne une nouvelle orientation à sa carrière et s'engage avec la formation franc-comtoise du CC Étupes. Séduit par l'encadrement de l'équipe, il se fixe pour objectif de passer professionnel. En début d'année, il obtient quelques places d'honneur, terminant notamment troisième du Grand Prix d'ouverture Pierre Pinel ou encore dixième de Paris-Troyes. Au printemps, il se classe deuxième du Loire-Atlantique espoirs derrière Nacer Bouhanni et neuvième de Paris-Roubaix espoirs. Durant l'été, il participe une nouvelle fois au Tour de l'Avenir où il prend la quatrième place du prologue.  Le 10 octobre, il termine au pied du podium de Paris-Tours espoirs, à la quatrième place.
Il passe professionnel en 2011 en signant avec l'équipe continentale française Roubaix Lille Métropole. Pour sa première année au sein du peloton professionnel, Loïc Desriac finit notamment sixième du Grand Prix de la ville de Pérenchies, et dixième d'une étape du Tour du Poitou-Charentes. Toujours compétitif chez les amateurs, il cumule d'autres places d'honneur en terminant septième du Trophée des champions et du Tour du Canton de Saint-Ciers ou encore neuvième du championnat de France espoirs. Le 9 avril, il prend la neuvième place du Tour des Flandres espoirs. 
En 2012, il remporte les Boucles guégonnaises et le Grand Prix U. Il se classe également troisième de la Ronde pévéloise et cinquième du Grand Prix de la Somme
Loïc Desriac gagne l'épreuve bretonne Redon-Redon en 2013. Sur le circuit professionnel, il termine huitième du Grand Prix de la Somme, onzième du Tour du Finistère et douzième de la Route Adélie de Vitré. Il n'est cependant pas conservé en fin de saison par son équipe Roubaix Lille Métropole.
Pour 2014, il fait le choix de rejoindre le GSC Blagnac Vélo Sport 31. Au mois de mars, il se rend en Afrique pour participer au Tour du Maroc, où il s'impose sur la troisième étape. Durant l'été, il part au Japon et remporte la 13e manche du Japan Protour, le Critérium de Miyata,. À l'automne, de retour au Japon, il s'impose lors de la Japan Cup Amateur et de la première édition de la Route de Oida, avant-dernière manche de la Japan Protour. Au mois de décembre, il participe à la Cuộc đua xe đạp xuyên Việt Nam 2014 une course partant de Cà Mau, à l’extrême Sud du Vietnam, pour arriver 15 jours plus tard à Cao Bằng, au nord-est près de la frontière chinoise. Il remporte la sixième étape au col des Nuages, entre Da Nang et Hué, ainsi que la neuvième étape, autour du lac Hoàn Kiếm à Hanoï, capitale du Viêt Nam.
En 2015, il repasse professionnel au sein de la nouvelle équipe continentale japonaise Kinan, qui participe essentiellement aux épreuves de l'UCI Asia Tour. Au mois d'avril, il termine neuvième du Tour du Loir-et-Cher, pour l'un des seuls passages de son équipe en Europe. Au mois de septembre, il remporte le classement du meilleur grimpeur du Tour de Hokkaido devant Thomas Lebas. 
En 2016, il rejoint l'équipe Singha Infinite, il participe à sa première course UCI en mai lors du Tour de Florès. Sous ses nouvelles couleurs il se classe troisième du Hong Kong Cyclothon un critérium professionnel. Il termine aussi cinquième du Tour de Jakarta, dixième du Tour de Singkarak et septième du Sharjah International Cycling Tour.
En 2017, il retourne en amateur dans une équipe vietnamienne.
Au deuxième semestre 2019, il remporte la Coupe VTV Ton Hoa Sen une course par étapes disputée au Vietnam devant Jordan Parra puis termine quatrième du Tour de Siak et cinquante-et-unième du Tour de l'Ijen (deux courses inscrites au calendrier de l'UCI Asia Tour).

## Palmarès et résultats

### Palmarès par année
| - 2007 - La Bernaudeau Junior - Trophée Centre Morbihan - 2008 - Paris-Connerré - 2e du Tour du Tarn-et-Garonne - 2009 - 3e étape du Loire-Atlantique Espoirs - 1re étape de la Coupe des nations Ville Saguenay - 2e étape du Tour des Deux-Sèvres - Prix d'Automne de La Rochefoucauld - 2e de la Primevère Montoise - 2e du Loire-Atlantique Espoirs - 2e du Tour du Tarn-et-Garonne - 2e du Tour des Deux-Sèvres - 2010 - 2e du Loire-Atlantique Espoirs - 3e du Grand Prix d'ouverture Pierre Pinel - 2012 - Boucles guégonnaises - Grand Prix U - 3e de la Ronde pévéloise - 2013 - Redon-Redon - 2014 - 3e étape du Tour du Maroc - Japan Cup Amateur - Critérium de Miyata - Route de Oida - 6e et 9e étapes de la Cúp Quốc phòng Việt Nam - 2015 - Wangan Criterium - 2016 - 1re épreuve de l'East Japan Road Classic | - 2017 - 5e étape de la Return to Truong Son Race - 4e étape du Mekong Delta Cycling Tour - 10e étape de la VTV Cúp Tôn Hoa Sen - 3e du Mekong Delta Cycling Tour - 2018 - 1re étape de la Ho Chi Minh City Television Cup - 5e étape de la VTV Cúp Tôn Hoa Sen - 2019 - 9e étape de la Mekong Delta Cycling Cup - Tôn Hoa Sen Cup : - Classement général - 4e étape - 2e du Tour de Selangor - 3e des Boucles du Tarn et du Sidobre - 3e du Grand Prix Leclerc de Lune à Cholet - 2020 - Tôn Hoa Sen Cup : - Classement général - 2e étape - 2021 - Ho Chi Minh City Television Cup : - Classement général - 2e, 5e, 14e (contre-la-montre) et 19e étapes - 2023 - 5e étape de la Bình Dương TV Cup - 2e de la Bình Dương TV Cup - 2e du Grand Prix de Puy-l'Évêque - 2025 - 1re, 6e (contre-la-montre par équipes) et 14e étapes de la Ho Chi Minh City Television Cup |

### Classements mondiaux
| Année            | 2008   | 2009   | 2010 | 2011 | 2012 | 2013 | 2014 | 2015 | 2016 | 2017 |
| ---------------- | ------ | ------ | ---- | ---- | ---- | ---- | ---- | ---- | ---- | ---- |
| UCI Africa Tour  |        |        |      |      |      |      | 141e |      |      |      |
| UCI Asia Tour    |        |        |      |      |      |      |      |      | 266e | 162e |
| UCI America Tour |        | 198e   |      |      |      |      |      |      |      |      |
| UCI Europe Tour  | 1 139e | 1 079e | 718e | 893e | 333e | 554e |      |      |      |      |